# Stynka
Stynka (Osmerus eperlanus) – anadromiczna ryba z rodziny stynkowatych (Osmeridae).

## Występowanie
Wody przybrzeżne Europy od północnej Hiszpanii po Morze Bałtyckie i rzekę Peczorę. Żyje także w Morzu Białym. W Wielkiej Brytanii i Irlandii spotykana w rzekach. Populacje jeziorowe lub wędrowne, odbywające wędrówki między jeziorem a rzeką spotykane są w Norwegii, Danii, państwach nadbałtyckich i w Rosji. W Polsce spotykana w Zalewie Szczecińskim, Zatoce Gdańskiej i Zalewie Wiślanym oraz w głębszych jeziorach na północy kraju. Jest wrażliwa na eutrofizację i zanieczyszczenia. Żyje w strefie otwartej toni wodnej. Jej liczebność spada.

## Cechy morfologiczne
Ciało wydłużone, wrzecionowate, o długości do 30 cm, pokryte dużymi, przezroczystymi łuskami. Dolna szczęka lekko wysunięta do przodu, zęby stosunkowo duże. Płetwa tłuszczowa obecna. Ubarwienie zmienne, zależne od koloru wody, grzbiet ciemniejszy, boki srebrzyste.

## Odżywianie
Jest niemal wszystkożerna. Młode osobniki zjadają okrzemki, oczliki i wrotki, starsze zjadają głównie zooplankton oraz larwy ochotkowatych. W drugim roku życia staje się drapieżnikiem. Duże sztuki zjadają głównie małe osobniki własnego gatunku oraz niewielkie jazgarze. Wiosną żywi się głównie wylęgiem. W czasie tarła nie pobiera pokarmu.

## Rozród
Dojrzałość płciową uzyskuje w 2 roku życia. Tarło odbywa głównie nocą, od II do V – w zależności od temperatury. Trze się stadnie w płytkich wodach (do 1 m) rzek lub jezior, na dnie piaszczystym lub kamienistym. Wędruje do 30 km w górę rzeki. Po złożeniu i napęcznieniu ikry zewnętrzna błona jajowa pęka i tworzy rodzaj podstawki przytwierdzającej ją do podłoża. Inkubacja, przy temperaturze 6 stopni Celsjusza trwa ponad miesiąc. Larwy po wykluciu mają 5–6 mm długości. W woreczkach żółtkowych znajduje się oleista kuleczka, która ułatwia pływanie. Po osiągnięciu 4–5 cm młode spływają do morza. W pierwszym roku życia osiągają 8 cm długości. Zazwyczaj żyją 2–3 lata, choć mogą dożyć nawet 8 lat.

## Znaczenie gospodarcze
Stynka ma duże znaczenie gospodarcze. Mięso o charakterystycznym zapachu świeżego ogórka jest przetwarzane na konserwy rybne i wykorzystywane w produkcji pasz dla zwierząt oraz tranu.